# Рябкинский завод
Рябкинский (Ряпкинский, Шапкин) железоде́лательный заво́д — небольшой металлургический завод, действовавший в Краснослободском уезде Пензенской губернии на реке Рябке с 1719 до 1861 года.

## История
Завод был основан в 1719 году воронежскими купцами братьями Иваном и Тарасом Васильевичами Миляковыми, накопившими капитал на винокуренных заводах и питейных заведениях в Москве. Земля, на которой строился завод, принадлежала крестьянам деревни Колопино. Указ Берг-коллегии с разрешением на строительство был подписан 10 августа 1722 года.
Рябкинский завод был запущен в составе одной доменной печи и 2 молотов. Механизмы приводились в действие водяным колесом диаметром 18 саженей. Позднее количество молотов увеличилось до 5. Сырьём для производства чугуна служила местная болотная руда, которую добывали около сёл Ефаево, Рыбкино и Шаверки. Всего завод эксплуатировал 4 действующих рудника. Земельный отвод имел площадь 1086 десятин. Завод был посессионным и использовал крепостную рабочую силу.
Производительность Рябкинского завода в 1720-х годах составляла 3—6 тыс. пудов чугуна в год, в 1730-х годах — 10—12 тыс. пудов в год. В отдельные периоды 1740-х годов производительность достигала более 25 тыс. пудов чугуна в год. В 1760 году завод произвёл 9,2 тыс. пудов чугуна и 5,2 тыс. пудов железа; в 1770 году — 20 тыс. пудов и 13 тыс. пудов; в 1780 году — 22,8 тыс. пудов и 15,2 тыс. пудов; в 1780 году — 47,3 тыс. пудов и 31,6 тыс. пудов соответственно.
Во 2-й половине XVIII века завод выполнял казённые военные заказы. В 1788 году по указу Сената заводовладельцам предписывалось изготовить 939 пудов 30 фунтов железа для Херсонского адмиралтейства и 4 тыс. штук боеприпасов разных видов для Санкт-Петербургского адмиралтейства.
В конце XVIII века завод находился в собственности дочери Ивана Милякова Марии и её супруга И. Шапкина. Позднее заводом владел их сын Андрей. В конце XVIII — начала XIX века из-за устаревшей технологии доменной плавки объёмы выплавки колебались в пределах 25—40 тыс. пудов в год.
С начала XIX века Рябкинский завод производил в основном чугунное литьё, составлявшее до 75 % всей продукции. Из-за ухудшения рыночной конъюнктуры завод испытывал трудности со сбытом продукции. Долги завода составляли около 90 тыс. рублей. В результате в 1822 году над заводом было назначено опекунское управление со стороны Московского горного правления. После смерти А. И. Шапкина в 1828 году завод несколько раз выставлялся на торги и был выкуплен московским купцом 1-й гильдии И. М. Ярцевым за 61 600 рублей.
В 1831 году была разрушена заводская плотина, в 1832 году завод перенёс пожар, уничтоживший 135 домов мастеровых и повредивших производственные корпуса. В 1834 году плотина была восстановлена, завод возобновил работу.
После смерти И. М. Ярцева в 1850 году завод по наследству перешёл во владение его дочерей Е. Николаевой и О. Берг. Они обратились в Московского горное правление с просьбой закрыть завод, обосновывая невозможность рентабельного производства низким качеством руды, недостатком лесных ресурсов и устаревшим оборудованием.
В 1852 году завод выкупил краснослободский помещик штабс-капитан Д. С. Селезнёв, который также ходатайствовал о закрытии завода из-за низкой рентабельности. В 1859 году завод произвёл 9838 пудов чугуна и 18,2 тыс пудов литых чугунных изделий. В 1861 году Рябкинский завод выпустил 9762 пудов чугуна и был закрыт. 641 крепостной крестьянин с семьями были переселены в Самарскую губернию.
Ныне на месте Рябкинского завода расположены деревня Шапкино (предыдущее название Рябкинский Завод) и село Старая Рябка.